# Высшее образование в Никарагуа
Высшее образование в Никарагуа — составная часть системы образования в Никарагуа.

## История
Первым высшим учебным заведением страны стал Национальный автономный университет Никарагуа, открытый на базе ранее существовавшей католической семинарии в 1812 году в городе Леон (который в то время являлся административным центром испанской колонии Никарагуа-и-Коста-Рика).
В 1941 году в Манагуа было открыто второе высшее учебное заведение страны — Центральный университет (Centro Universitario), первоначально представлявший собой инженерную школу, а с 1961 года преобразованный в Никарагуанское отделение Центрального американского университета.
В 1948 году для координации действий университетов пяти стран Центральной Америки был создан совет центральноамериканских университетов (Consejo Superior Universitario Centroamericano), участниками которого стали оба высших учебных заведения Никарагуа.
В 1956 году численность студентов составляла 1100 человек. В 1960 году в высших учебных заведениях страны обучалось 1198 студентов (948 - в Леоне и 250 в Манагуа).
В 1968 году в городе Эстели была открыта сельскохозяйственная школа.
В 1971/1972 учебном году в высших учебных заведениях страны обучалось 9,3 тыс. студентов.
После победы Сандинистской революции 19 июня 1979 года началось развитие системы высшего образования.
В 1979 году был создан Сандинистский профсоюзный центр трудящихся имени Хосе Бенито Эскодара (исп. Central Sandinista de Trabajadores). К 1980 году в состав центра вошли девять крупнейших профсоюзов и профсоюзных объединений страны (в том числе ANDEN - созданная 4 февраля 1979 года Национальная ассоциация работников просвещения Никарагуа).
В начале 1980-х годов в высших учебных заведениях страны обучалось свыше 18 тыс. студентов (14 тыс. - в Леоне и свыше 4 тыс. в Манагуа), в это же время началось создание технического института, а также обучение никарагуанских студентов в социалистических странах (однако в связи с недостаточным знанием иностранных языков, большинство часть никарагуанцев обучалась на Кубе). В это время приоритетными направлениями высшего образования являлись подготовка врачей, преподавателей средней школы и агрономов.
4 апреля 1980 года было подписано соглашение о научно-техническом сотрудничестве между ЧССР и Никарагуа (предусматривавшее обучение никарагуанцев в учебных заведениях Чехословакии).
В 1981 году на базе сельскохозяйственной школы в Эстели был создан центр подготовки специалистов для сельского хозяйства (с 2002 года - Католический сельскохозяйственный университет (UCATSE)).
В 1982 году были открыты технический институт (Instituto Técnico «La Salle») в городе Леон и технологический институт в городе Гранада (в дальнейшем преобразованный в Политехнический университет). 7 февраля 1983 года в Манагуа был открыт технический университет имени Симона Боливара (la Universidad Nacional de Ingeniería «Simón Bolívar»). Также, с 1982 года в университетах страны начали проводить Дни научного знания (аналог студенческих научных конференций в СССР).
В ноябре 1985 года в вузах страны обучалось около 35 тыс. студентов по 32 специальностям; число учащихся в специализированных школах, училищах и техникумах по сравнению с 1979 годом выросло в пять раз.
В конце 1980-х годов обучение никарагуанских студентов по инженерным, сельскохозяйственным, медицинским и педагогическим специальностям вели высшие учебные заведения СССР, Болгарии, ВНР, ГДР, Польши, ЧССР и Кубы.
7 декабря 2020 года Россия и Никарагуа подписали соглашение о взаимном признании образования, квалификаций и ученых степеней (вступившее в силу 16 ноября 2021 года).
13 января 2022 года был подписан меморандум о сотрудничестве Никарагуа с проектом "Один пояс и один путь" (который предусматривает сотрудничество стран-участников проекта в сфере науки, образования и культуры). Международное сотрудничество в области высшего образования стран-участников проекта осуществляется через Университетский Альянс нового Шёлкового пути (UANSR). В дальнейшем, министерство образования Никарагуа подписало соглашение о организации изучения китайского языка в столичном университете, университете в Леоне и шести других образовательных учреждениях страны.
Также, в январе 2022 года был подписан меморандум о сотрудничестве между Никарагуа и Ираном, который предусматривает развитие торгово-экономических отношений и обмен опытом, знаниями и технологиями в сфере образования (в частности, в области сельского хозяйства, нефтепереработки и строительства). В июле 2022 года было подписано дополнительное соглашение о сотрудничестве университетов Никарагуа с Ираном по вопросам подготовки медицинских специалистов.